# Acanthiza ewingii
Az Acanthiza ewingii a madarak osztályának verébalakúak (Passeriformes) rendjébe, az ausztrálposzáta-félék (Acanthizidae) családjába tartozó  faj.

## Rendszerezése
A fajt John Gould angol ornitológus írta le 1844-ben.

## Alfajai
- Acanthiza ewingii ewingii Gould, 1844
- Acanthiza ewingii rufifrons A. J. Campbell, 1903[2]

## Előfordulása
Ausztrália déli részén található szigeteken és Tasmania szigetén honos. Természetes élőhelyei a szubtrópusi és trópusi esőerdők és mérsékelt övi erdők, cserjések és ültetvények, valamint mocsarak, lápok és láprétek. Állandó, nem vonuló faj.

## Megjelenése
Testhossza 10,5-11,5 centiméter, testtömege 7 gramm.
|  |

## Életmódja
Rovarokkal táplálkozik, de magvakat is fogyaszt.

## Szaporodása
Szaporodási időszaka szeptembertől januárig tart. Fészekalja 3-4 tojásból áll.

## Természetvédelmi helyzete
Az elterjedési területe elég kicsi, egyedszáma ugyan csökken, de még nem éri el a kritikus szintet. A Természetvédelmi Világszövetség Vörös listáján nem fenyegetett fajként szerepel.